# Wierzyciel
Wierzyciel (łac. creditor) – osoba, która może żądać spełnienia świadczenia od innej osoby (dłużnika), z którą łączy ją stosunek zobowiązaniowy. Kodeks cywilny nie definiuje pojęcia wierzyciela explicite (wprost); definiuje jedynie konstrukcje zobowiązania (czyli stosunku zobowiązaniowego); zgodnie z przepisem art. 353 kc – zobowiązanie polega na tym, że wierzyciel może żądać od dłużnika świadczenia, a dłużnik musi świadczenie spełnić.
Zobowiązanie jest zatem stosunkiem prawnym, którego stronami są wierzyciel i dłużnik. Upraszczając – zobowiązanie z pozycji dłużnika określa się jako dług, ze strony wierzyciela zaś jako wierzytelność. 
Przedmiotem zobowiązania jest świadczenie, które polega na działaniu lub zaniechaniu (art. 353 § 2 kc). Świadczenie to zachowanie dłużnika zgodne z treścią zobowiązania, polegające na zadośćuczynieniu godnemu ochrony interesowi wierzyciela.
Wierzycielem może być osoba fizyczna lub prawna, a także organ administracji publicznej, który na podstawie ustawy lub innego dokumentu prawnego ma prawo otrzymać świadczenie pieniężne, ewentualnie rzeczowe, od drugiej osoby (także fizycznej lub prawnej). Uprawnienia wierzyciela są chronione sankcją przymusu państwowego. Oznacza to, że wierzyciel ma prawo dochodzić swoich wierzytelności w postępowaniu sądowym i wyegzekwować należność za pośrednictwem funkcjonariusza publicznego (komornika).
W zależności od przyjętych kryteriów wyróżniamy kilka rodzajów wierzycieli. Są nimi:
- Wierzyciel alimentacyjny - czyli osoba, na rzecz której zostały zasądzone alimenty,
- Wierzyciel rzeczowy - to podmiot, który może dochodzić swoich praw do konkretnej, wskazanej rzeczy stanowiącej zabezpieczenie wierzytelności (pojazdu, maszyny, biżuterii),
- Wierzyciel osobisty – z kolei to określenie jest stosowane wobec podmiotów, które zagwarantowały sobie prawo do zaspokojenia wierzytelności z majątku osobistego dłużnika (np. pensji, emerytury lub innego świadczenia),
- Wierzyciel hipoteczny – najczęściej jest nim bank, który udziela kredytu zabezpieczonego hipoteką bądź też firma pożyczkowa lub osoba prywatna, o ile przy udzieleniu pożyczki zażądała ustanowienia hipoteki na nieruchomości[4].